# إدي موراي (لاعب دوري الرغبي)
إدي موراي (بالإنجليزية: Eddie Murray) هو لاعب دوري الرغبي أسترالي، ولد في 6 ديسمبر 1959، وتوفي في 1981.